# Kanton Voiteur
Voiteur is een voormalig kanton van het Franse departement Jura. Het kanton maakte deel uit van het arrondissement Lons-le-Saunier.

## Geschiedenis
Het kanton werd op 22 maart 2015, ingevolge het decreet van 17 februari 2014, opgeheven en de gemeenten werden opgenomen in het kanton Poligny.

## Gemeenten
Het kanton Voiteur omvatte de volgende gemeenten:
- Baume-les-Messieurs
- Blois-sur-Seille
- Château-Chalon
- Domblans
- Le Fied
- Frontenay
- Granges-sur-Baume
- Ladoye-sur-Seille
- Lavigny
- Le Louverot
- La Marre
- Menétru-le-Vignoble
- Montain
- Nevy-sur-Seille
- Le Pin
- Plainoiseau
- Saint-Germain-lès-Arlay
- Le Vernois
- Voiteur (hoofdplaats)